# Aquarius (film)
Aquarius è un film del 2016 diretto da Kleber Mendonça Filho con protagonista Sônia Braga.

## Trama
Clara, l'ultima inquilina di un condominio soprannominato "Aquarius", rifiuta di vendere il proprio appartamento all'impresa di costruzioni che intende demolirlo per costruire un nuovo edificio al suo posto.

## Riconoscimenti e controversie
Il film, che è stato candidato alla Palma d'oro nel concorso ufficiale del Festival di Cannes 2016, ha generato un acceso dibattito in Brasile a causa delle sue connotazioni politiche, soprattutto perché distribuito durante il culmine della crisi politica del paese, che il 12 maggio 2016 ha portato alla destituzione di Dilma Rousseff. Durante il Festival di Cannes il cast del film si è schierato apertamente a sostegno della Presidentessa destituita.
Intorno al film sono sorte numerose controversie, tra cui la mancata selezione a rappresentare il Brasile nella corsa ai Premi Oscar come Miglior film in lingua straniera, interpretato come possibile atto di ritorsione da parte del nuovo governo.